# Conducto auditivo externo
El conducto auditivo externo o meato auditivo externo es una cavidad del oído externo cuya función es conducir el sonido (las vibraciones provocadas por la variación del aire) desde el pabellón auricular hasta el tímpano.
El canal auditivo mide de largo entre 25 a 30 mm y de diámetro unos 7 mm  y tiene una frecuencia de César resonancia que se encuentra en torno a los 3 kHz.

## Composición
La cera de los oídos es una sustancia viscosa que tiene ciertos componentes químicos que además de proteger al oído y al conducto auditivo de los sonidos fuertes, lo protege de infecciones. La cera recoge la suciedad y mantiene limpio el conducto.
En su trayectoria presenta: 
1. Las glándulas sebáceas, productoras de cerumen (cera) que impide la penetración de polvo y retiene partículas extrañas.
2. Pelos cortos, irritables ante la presencia de cuerpos extraños.